# 玛丽娜·加西亚·波洛
玛丽娜·加西亚·波洛（西班牙語：Marina García Polo，2004年12月5日—），西班牙女子花样游泳运动员，2023年世界游泳锦标赛集体技术自选金牌得主、2024年夏季奥林匹克运动会集体铜牌得主。